# 프롬키리군
프롬키리군은 나콘시탐마랏주의 행정 구역이다. 이 지역의 총 인구 수는 2012년 기준으로 36906명이다. 인구 밀도는 114.79km2이다.

## 행정 구역
| 번호 | 지명       | 태국어 지명 | 빌리지 | 인구   |  |
| 1.   | Phrommalok | พรหมโลก     | 8      | 8,697  |  |
| 2.   | Ban Ko     | บ้านเกาะ     | 7      | 4,856  |  |
| 3.   | In Khiri   | อินคีรี        | 7      | 5,579  |  |
| 4.   | Thon Hong  | ทอนหงส์      | 9      | 10,977 |  |
| 5.   | Na Riang   | นาเรียง      | 8      | 5,506  |  |

|  | 이 글은 지리에 관한 토막글입니다. 여러분의 지식으로 알차게 문서를 완성해 갑시다. |